# Marcus Radetzki
Marcus Radetzki född den 8 mars 1967, är professor samt rättsvetenskaplig författare.
Radetzki blev juris kandidat 1992 och juris doktor 1998. Han var tidigare verksam som universitetslektor vid Örebro universitet. Den 1 januari 2009 tillträdde han en professur i civilrätt vid Stockholms universitet. Han har skrivit böcker om bland annat skadeståndsrätt och försäkringsrätt.